# Аарра
Аарра — божество давньоарабського пантеону, бог родючості та рослинності, за деякими оцінками, також був божеством світла та сонця, а також богом-покровителем міста Босра. Набатеї вважали Босру місцем перебування Аарра.
Згідно з іншою гіпотезою, Аарра — споконвічне, можливо заборонене, ім'я бога Душара.
Після того як Босра в II столітті до н. е. увійшла до складу набатеїв, Аарра був ототожнений з Душарою, став його іпостассю, але при цьому, мабуть, зберігши функції бога-покровителя Босри.
У період еллінізму ототожнювався з Діонісом.